# Erika Skarbø
Erika Espeseth Skarbø, född 12 juni 1987 i Ålesund, är en norsk fotbollsspelare (målvakt). Hon spelar för Arna-Bjørnar Fotball. Tidigare klubbar är Fortuna Ålesund och IL Hødd. Hon debuterade i norska landslaget den 5 mars 2008 mot Italien. Hon har spelat 15 landskamper (2011). Hon deltog i VM 2007, VM 2011 och Sommar-OS 2008.